# Propebela scalaris
Propebela scalaris é uma espécie de gastrópode do gênero Propebela, pertencente a família Mangeliidae.